# 伊万娜·图多兰
伊万娜·图多兰（羅馬尼亞語：Ioana Tudoran，1948年8月3日—），罗马尼亚女子赛艇运动员。她曾代表罗马尼亚参加1976年夏季奥林匹克运动会赛艇比赛，获得女子四人双桨有舵手铜牌。